# Ixtapan del Oro (municipi)
Ixtapan del Oro és un municipi de l'estat de Mèxic. Ixtapan del Oro és el cap de municipi i principal centre de població d'aquesta municipalitat. Aquest municipi és a la part nord-occidental de l'estat de Mèxic. Limita al nord amb els municipis de Villa Victoria i Chapa de Mota, al sud amb Santo Tomás, a l'oest amb Michoacán i a l'est amb Valle de Bravo.